# Silberalk
Der Silberalk (Synthliboramphus antiquus) ist eine recht kleine Art aus der Familie der Alkenvögel. Er brütet überwiegend auf den Aleuten und anderen Inseln vor der Küste Alaskas. Er weist ein schwarzes Gefieder mit auffälligen weißen und grauen Partien auf, ohne dass es einen ausgeprägten jahreszeitlich bedingten Unterschied im Federkleid gibt. Es werden zwei Unterarten beschrieben. Innerhalb der Gattung Synthliboramphus ist er die einzige Art, die von der IUCN nicht als gefährdet eingestuft wird. In Kanada wird die Art jedoch als potentiell bedroht geführt, da die sich auf Inseln befindlichen Brutkolonien sehr stark unter eingeführten Säugern leiden.

## Erscheinungsbild
Der Silberalk ist ein verhältnismäßig kleiner Alkenvogel mit einer schwarz-weißen und taubengrauen Federzeichnung. Die Beine sitzen wie für Alkenvögel typisch sehr weit hinten am Körper. Anders als Lummen oder der Papageientaucher nimmt er an Land keine aufrechte Körperhaltung ein, sondern liegt meist auf seinem Bauch. Fortbewegung an Land ist gewöhnlich durch heftiges Flügelschlagen begleitet. Vom Wasser kann er entweder direkt oder nach nur sehr kurzem Anlauf auffliegen. Landende Silberalke tauchen häufig sofort unter. Der Sexualdimorphismus ist nicht sehr ausgeprägt. Weibchen haben lediglich etwas längere Flügel. Silberalken wiegen durchschnittlich etwa 213 Gramm.
Bei adulten Vögeln sind im Prachtkleid der Rücken, die Oberflügeldecken und die Oberschwanzdecken bläulich grau. Der Kopf, der hintere Nacken und ein Kehlfleck sind schwarz. Die schwarze Kopfplatte ist von weißen, etwas verlängerten Federn eingerahmt. Solche Federn finden sich vereinzelt auch auf dem Rücken. Die Körperunterseite ist weiß, der Handschwingen und die Schwanzfedern sind dunkel schiefergrau. Der Schnabel ist blass rosa bis gelblich hornfarben, die Schnabelbasis ist schwarz. Die Beine und Füße sind blässlich blaugrau. Die Schwimmhäute weisen gelegentlich eine fast fleischfarbene Färbung auf. Die Zehen sind schwarz und die Iris ist dunkelbraun.
Das Schlichtkleid ähnelt weitgehend dem Prachtkleid, allerdings fehlt der schwarze Kehlfleck. Das Kinn und die Nackenseiten weisen eine individuell unterschiedliche Menge an rußgrauen Federn auf. Die Zahl der verlängerten weißen Federn ist etwas reduziert. Jungvögel ähneln den Adulten in ihrem Schlichtkleid, haben aber einen kürzeren und schlankeren Schnabel. Bei ihnen fehlt der weiße Saum der schwarzen Kopfplatte weitgehend.
Während des Winterhalbjahres können Silberalken vor allem mit dem Marmelalk verwechselt werden. Dieser hat jedoch auffälligere weiße Körperseiten und hellere Flügeldecken. Vom ebenfalls ähnlichen Kurzschnabelalk unterscheidet sich der Silberalk vor allem durch seine andere Schnabelform. Der ebenfalls sehr ähnliche Aleutenalk hat einen plumperen Körperbau und seine Körperunterseite ist nicht weiß, sondern bräunlich. Vor den asiatischen Küsten besteht auch eine Verwechslungsmöglichkeit mit dem Japanalk.

## Verbreitungsgebiet

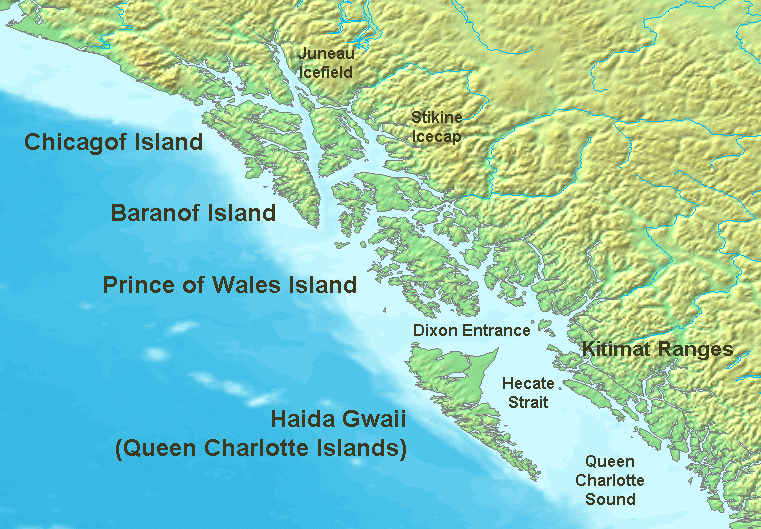
Charlotte Islands, wo sich die größten Brutkolonien der Silberalke befinden

Das Verbreitungsgebiet dieser Art liegt überwiegend in der kaltgemäßigten Zone im nördlichen Pazifik, in Asien reicht es jedoch auch bis in subtropische Gewässer vor der Küste Chinas. Während des Winters zeigen Silberalken eine auffällige Wanderbewegung nach Süden. Sie sind dann unter anderem auch vor der kalifornischen Küste zu beobachten. Ihre Brutkolonien liegen auf Inseln zwischen dem 52. und 60. nördlichen Breitengrad im Ostpazifik und zwischen dem 35. und 62. nördlichen Breitengrad an der asiatischen Küste. Sie sind unter anderem häufige Vögel vor den Aleuten und im Golf von Alaska. Auch im Südosten Alaskas und vor Haida Gwaii sind Silberalke in großer Zahl zu beobachten. Auf den Queen Charlotte Islands gibt es 13 Brutkolonien, die jeweils weit mehr als 10.000 Brutvögel aufweisen.
Während des Winterhalbjahres bleiben einige Vögel in ihrem Brutgebiet. Grundsätzlich wandern sie aber nach Süden. Vor der Küste des US-amerikanischen Bundesstaates Oregon sind sie beispielsweise zwischen Oktober und November und dann wieder im März zu beobachten. Zahlreiche Silberalken überwintern vor der kalifornischen Küste, wo die Vögel Ende Oktober eintreffen. Auf der asiatischen Seite wandern Silberalken bis nach Taiwan. Die meisten halten sich vor der japanischen und koreanischen Küste auf.

## Nahrung und Nahrungserwerb
Silberalken suchen ihre Nahrung in Schwärmen, die bis zu fünfzig Individuen umfassen, die mehr oder weniger gleichzeitig tauchen. Sie sind häufig mit Schwärmen anderer Vogelarten assoziiert, typischerweise befinden sich in Schwarmnähe von Silberalken auch Dreizehenmöwen, Nashornalken und anderen, krillfressende Seevogelarten. Silberalken halten sich gewöhnlich im Randbereich solcher Schwärme auf. Sie ziehen Möwen an, weil sie durch ihre Tauchgänge Sandaale und andere Schwarmfische an die Oberfläche treiben. Die Tauchtiefe von Silberalken ist bislang nicht erforscht. Sie befinden sich aber in der Regel weniger als 45 Sekunden unter Wasser, was auf eine Tauchtiefe von zehn bis zwanzig Meter schließen lässt. Ihre Hauptnahrung sind junge Sandaale und Krill sowie Jungfische anderer Arten. Zu den Fischen, die adulte Silberalke an ihre Nestlinge verfüttern, gehören auch junge Heringe.

## Fortpflanzung

### Brutkolonie
Silberalken brüten in Kolonien. Die Nester können sich bis zu 400 Meter von der Küstenlinie entfernt finden. In gemäßigten Klimalagen liegen die Kolonien häufig in Wäldern, wo die Alken ihre bis zu zwei Meter langen Baue unter Bäumen graben. Dort wo sich wie beispielsweise auf den Aleuten keine Bäume finden, brüten sie bevorzugt in dichter Vegetation und errichten ihre Baue unter hohen Grasbüscheln. Sie nutzen auch Felsspalten und Hohlräume unter Felsblöcken. In British Columbia sind sie in ihren Brutkolonien häufig mit Nashornalken, Aleutenalken und Sturmschwalben vergesellschaftet. Silberalken halten für kolonienbrütende Alkenvögel einen verhältnismäßig großen Nestabstand. Auf den Queen Charlotte Islands findet sich ein Bau je 10 Quadratkilometer.
Brutvögel versammeln sich etwa ein bis drei Kilometer vor der Küstenlinie ihrer Brutkolonie. Solche Ansammlungen brütender Silberalken sind etwa ab sechs Stunden vor Beginn der Dunkelheit zu beobachten. Sie kehren gewöhnlich in der Dunkelheit in ihre Brutkolonien zurück. Die Erstankömmlinge erreichen diese etwa 90 Minuten nach Sonnenuntergang. Lediglich in mondlosen Nächten kehren sie auch früher zurück. Ankommende Vögel fliegen zunächst in großer Höhe über der Kolonie, dort wo sich die Kolonien in bewaldeten Gebieten befinden, kollidieren Silberalken häufiger mit Ästen und Zweigen wenn sie zu ihren Bauen fliegen. Brutvögel landen gewöhnlich zehn Meter von ihren Bauen entfernt und laufen dann schnell und direkt zu diesen hin. Am Morgen verlassen die letzten Vögel die Brutkolonie in der Regel eine Stunde vor Sonnenaufgang. Auch in den Morgenstunden sind solche Ansammlungen von Brutvögeln in der Nähe der Brutkolonie zu beobachten.
Sowohl in den Morgen- und auch Spätnachmittagsstunden sind soziale Interaktionen zwischen den Vögeln einer Brutkolonie zu beobachten. Dazu gehören laute Rufe, das Spreizen der Scheitelfedern sowie auffällige Sprünge aus dem Wasser. Die Vögel erreichen dabei eine Höhe von etwa 30 Zentimeter über dem Wasser, bevor sie sich wieder zurückfallen lassen. Im englischen Sprachgebrauch wird dieses Verhalten flop display genannt, weil sie dabei einen der Flügel hängen lassen und über diese Körperseite kippend ins Wasser zurückfallen. Gelegentlich kommt es auch zu aggressiven Verhalten. Dabei ergreifen sie einander bei den Schnäbeln und hacken nacheinander.
Nichtbrütende Silberalken suchen die Kolonien in großer Zahl ab der zweiten Hälfte der Brutzeit auf und halten sich in der Nähe der Kolonie auf, bis die letzten Küken diese verlassen haben. Bei diesen Nichtbrütern handelt es sich gewöhnlich um Silberalken in ihrem zweiten oder dritten Lebensjahr.

### Bau und Nest
Das eigentliche Nest ist eine Mulde, die nur spärlich mit kleinen Zweigen, Blättern und trockenem Gras ausgelegt ist. Die Gänge der Baue sind gewöhnlich etwas gekrümmt, so dass brütende Silberalken vom Eingang her nicht sichtbar sind. Bei Bauen, bei denen der Gang zu kurz ist, ziehen die brütenden Vögel gelegentlich von innen Vegetation über den Eingang, so dass der Bau von außen unbenutzt wirkt. In der Regel bevorzugen Silberalken frisch angelegte Baue, so dass sich in einer Brutkolonie häufig sehr viele nicht genutzte Baue befinden.

### Eiablage und Jungvögel
Der Beginn der Eiablage variiert in Abhängigkeit vom jeweiligen Verbreitungsgebiet. In China ist der Höhepunkt der Eiablage um den 15. März; dagegen findet die Eiablage auf der Kamtschatka-Halbinsel in der Regel von Ende Juni bis Anfang Juli statt. Typischerweise weist die Gewässer in der Nähe der Brutkolonie zum Zeitpunkt der Eiablage eine Oberflächentemperatur zwischen sechs und elf Grad Celsius auf. Die Weibchen legen in der Regel zwei Eier. Die Brutdauer beträgt 28 bis 37 Tage. Die Eier sind unempfindlich gegenüber Brutunterbrechungen. Auch aus Gelegen, die für 24 Stunden verlassen wurden, schlüpfen noch erfolgreich Jungvögel. Jungvögel eines Gelege schlüpfen gewöhnlich in einem Abstand von weniger als 24 Stunden und die Küken werden von ihren Elternvögeln während der nächsten zwei Tage aufs offene Meer geführt. Sie werden im Bau nicht gefüttert. Im Gegensatz zu vielen anderen Alkenvögeln wie beispielsweise Lummen- und Craverialk, die ein solches Verhalten ebenfalls zeigen, ist für den Silberalk untersucht, wie lange die Elternvögel ihren Nachwuchs auf hoher See versorgen. Sie werden bis zu einem Monat von ihren Elternvögeln gefüttert.

### Bruterfolg
Der Bruterfolg ist in weitgehend ungestörten Brutkolonien ungewöhnlich hoch. Aus Eiern, die mindestens 30 Tage bebrütet wurden, schlüpfen zu 96 Prozent Jungvögel. Brutpaare ziehen gewöhnlich zwischen 1,44 und 1,69 Jungvögel pro Fortpflanzungsperiode groß. Dies wird auch von Beobachtungen auf hoher See bestätigt. Die meisten gesichteten Familiengruppen bestehen aus zwei adulten Vögeln und zwei Jungvögeln. Es kommt jedoch häufiger dazu, dass Silberalken das Brutgeschäft nicht aufnehmen.

## Fressfeinde und Lebenserwartung
Zu den Prädatoren der Silberalken zählen Hirschmäuse, die auf vielen Inseln vor British Columbia heimisch sind. Sie fressen bevorzugt Eier kurz vor dem Schlupf oder töten frisch geschlüpfte Küken, wenn die Elternvögel nicht anwesend sind. Zu den Prädatoren adulter Silberalken zählen Raben, Adler, Möwen und Uhus sowie, sofern sie auf den Inseln mit Brutkolonien vorkommen, Füchse, Waschbären und Ratten. Alle diese Säuger sind auf den Inseln eingeführte Arten. Einer der Hauptfressfeinde der Silberalken ist der Wanderfalke, dessen Nahrung mancherorts während der Fortpflanzungszeit aus bis zu fünfzig Prozent aus Silberalken besteht.
Etwa 23 Prozent ausgewachsener Silberalken erleben das nächste Lebensjahr nicht. Brutkolonien weisen typischerweise folgende Altersstruktur auf: 30 Prozent sind einjährige Vögel, 29 Prozent sind zweijährige, noch nicht brütende Vögel und 41 Prozent der Vögel sind Brutvögel, die ein Lebensalter von drei oder mehr Jahren haben.

## Unterarten
Es werden zwei Unterarten beschrieben, von denen S. a. microrhynchos sich durch einen kleineren Schnabel und eine weniger intensive Fleckung auf den Nackenseiten von der Nominatform unterscheidet. Sie kommt nur auf einer der Kommandeurinseln am Südrand des nordpazifischen Beringmeers vor.
- Synthliboramphus antiquus antiquus (Gmelin, 1789)
- Synthliboramphus antiquus microrhynchos Stepanyan, 1972

## Bestand
Der Bestand an Silberalken wird auf ein bis zwei Millionen Individuen geschätzt. Wie bei zahlreichen anderen Alkenvögeln auch ist der Silberalk vor allem durch die Einführung von Säugetieren auf den Inseln, auf denen sich ihre Brutkolonien befinden, bedroht. Zu den Säugetieren, die sich negativ auf die Bestandszahlen auswirken, zählen Ratten, Füchse und Waschbären. Vermutet wird, dass dadurch die Populationen auf den Aleuten um mehr als 80 und auf den Queen Charlotte Islands um mehr als fünfzig Prozent zurückgingen. Gefährdet sind auch die Brutkolonien vor Korea, Japan und China, wo der Bestand grundsätzlich kleiner ist und Silberalken keinen Schutzmaßnahmen unterliegen.

## Belege

### Einzelbelege
1. 1 2  Factsheet auf BirdLife International
2. ↑  Alderfer, S. 289
3. ↑  Gaston et al., S. 214
4. ↑  Gaston et al., S. 216
5. ↑  Alderfer, S. 289
6. ↑  Gaston et al., S. 216
7. ↑  Gaston et al., S. 216
8. ↑  Gaston et al., S. 218
9. ↑  Gaston et al., S: 219
10. ↑  Gaston et al., S. 219
11. ↑  Gaston et al., S. 219
12. ↑  Gaston et al., S. 219
13. ↑  Gaston et al., S. 220
14. ↑  Gaston et al., S. 220
15. ↑  Gaston et al., S. 221
16. ↑  Gaston et al., S. 222
17. ↑  Gaston et al., S. 222
18. ↑  Gaston et al., S. 222
19. ↑  Sale, S. 272
20. ↑  Gaston et al., S. 216